# إبراهيم بن إسماعيل باشا العظمة
إبراهيم بك الكبير العظمة (توفي سنة 1841م / 1257هـ) بن إسماعيل باشا بن محمد بك بن حمدان بن حسين بن موسى بن محمد بن حسن بك آل العظمة.
أحد الفرسان البارزين وأعيان دمشق. تولى زعامة الجند في وقته بالعصر العثماني، ثم اعتزل العمل السياسي بعد أن ألغى السلطان محمود الثاني الإنكشارية سنة 1241هـ، ليتفرغ للعمل في الزراعة والتجارة.
- أشهر أحفاده: محمد بن إسماعيل بن إبراهيم الكبير.